# Utkatásana

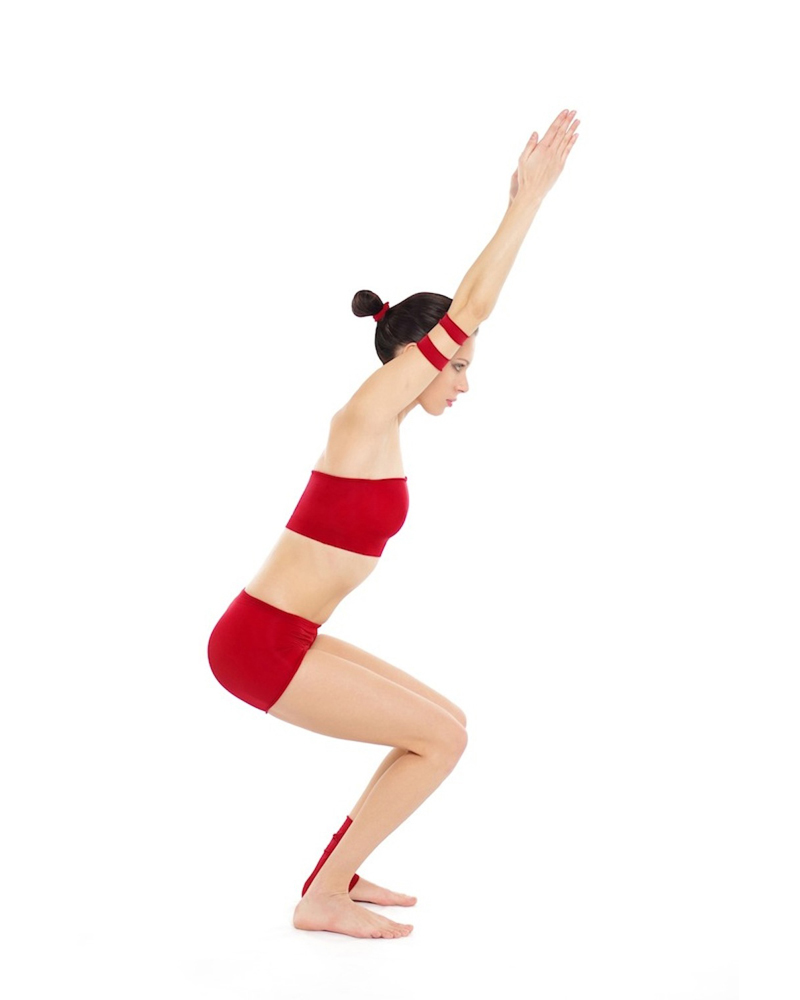
Utkatásana

Utkatásana (उत्कटासन) neboli Židle je jednou z ásan.

## Etymologie
Název pochází ze sanskrtského slova utkata (उत्कट) divoký, neobvyklý a asana (आसन) posed/pozice.

## Popis
- chodidla rozkročit na šíři boků, prsty u nohou směřují dopředu, ruce zpevněné podél těla
- výdech a zatlačit chodidla do země
- nádech a do vzpažení a zároveň pokrčovat kolena do takové úrovně, aby se nezvedaly paty
- s výdechem přenést váhu nad paty a posouvat boky dozadu, rovná záda, mírně podsazenou pánev, svaly pánevního dna vtažené, bedra zpevněná a celá páteř vytažená vzhůru. Pevná ramena a celé paže.
- držet lopatky u těla, hlava vytažená od ramen a dlaně míří k sobě nebo spojená
- vydržet 4 až 10 nádechů.